# Chaetolopha emporias
Chaetolopha emporias là một loài bướm đêm thuộc họ Geometridae. Nó được tìm thấy ở Úc, bao gồm Queensland và Tasmania.
Sải cánh dài khoảng 20 mm. Con trưởng thành có cánh màu nâu với đốm nhạt ở gần apex, và các dải đậm và sáng dọc cánh trước. Cánh sau màu nâu nhạt đều.
Người ta cho rằng ấu trùng ăn nhiều loài Polypodiophyta.

## Hình ảnh

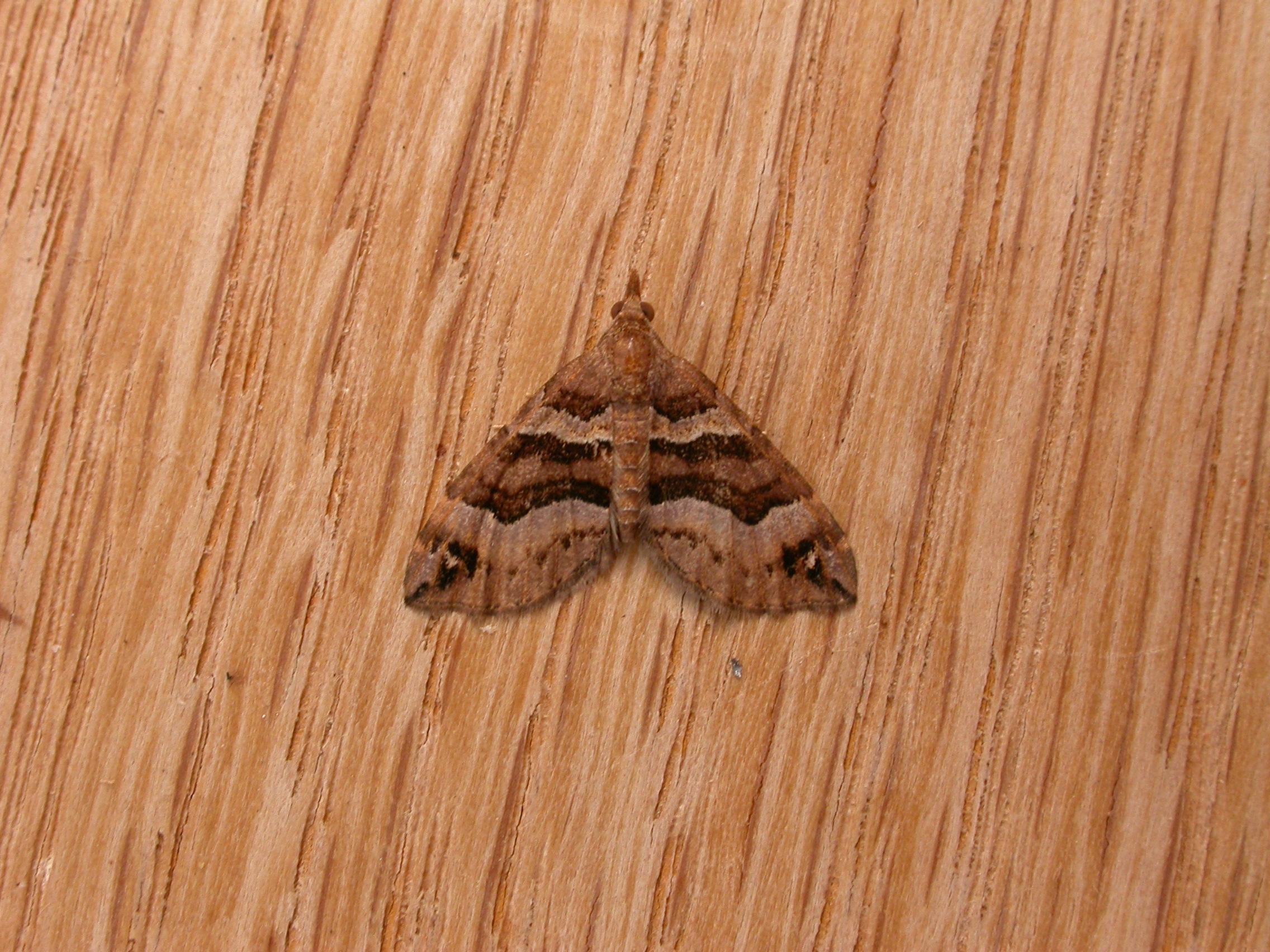
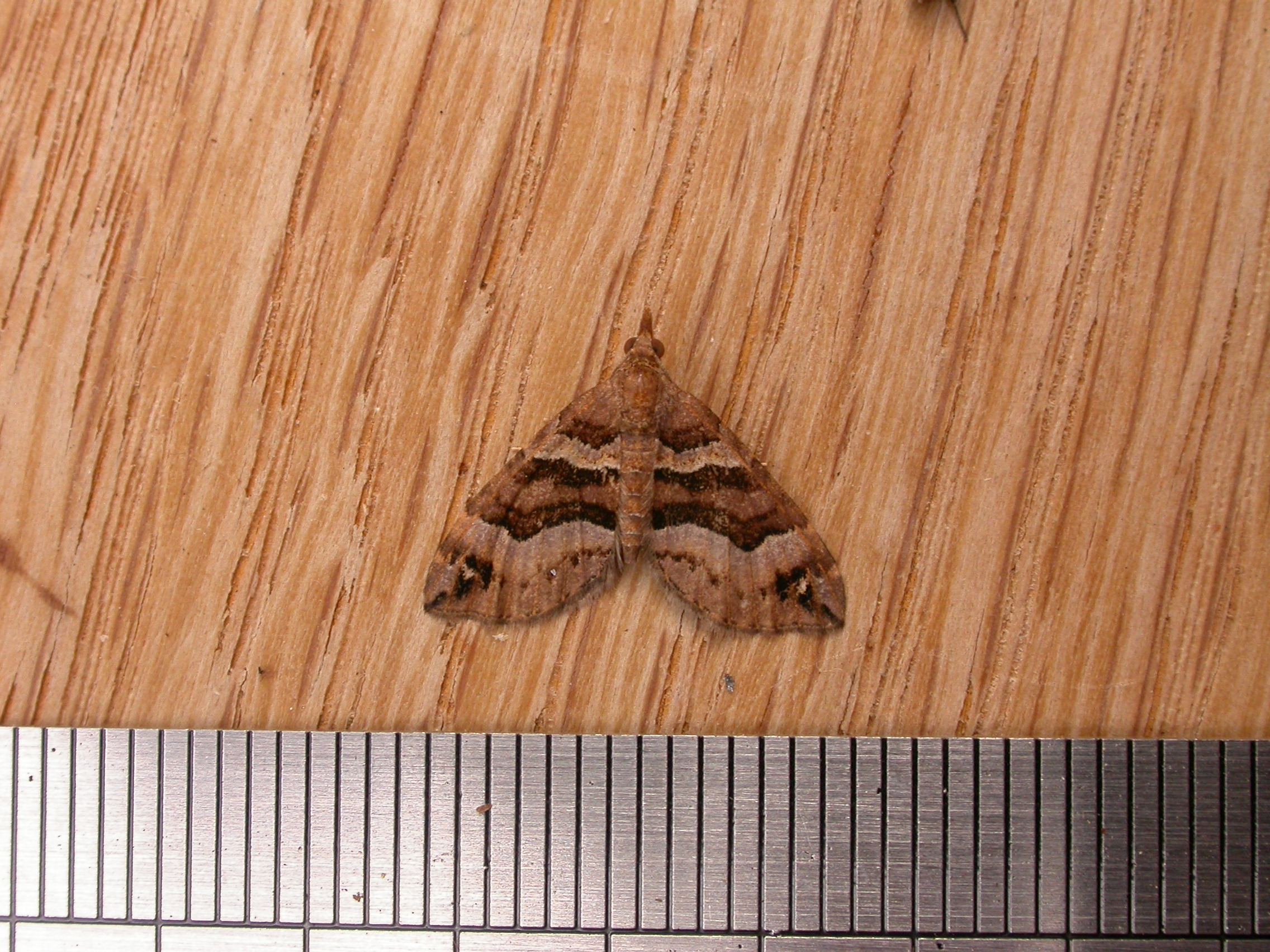